# بيتر ساتكليف

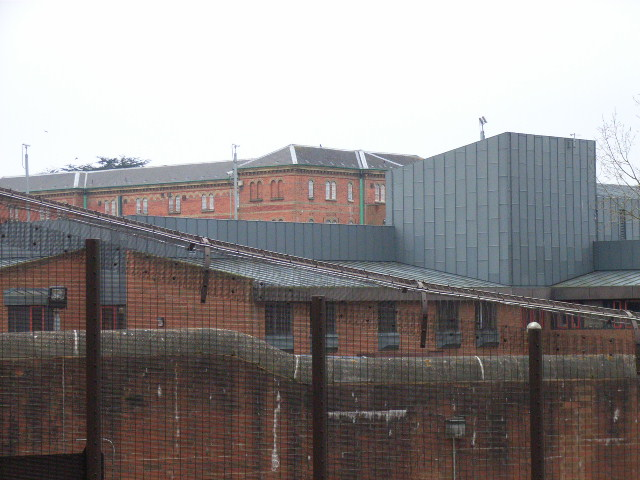
أُعتقل بيتر ويليام في مستشفى برودمور

بيتر ويليام ساتكليف (2 يونيو 1946 - 13 نوفمبر 2020)، هو قاتل متسلسل إنجليزي ويُطلق عليه لقب سفاح يوركشاير من قبل الصحافة. وفي عام 1981 أدين ساتكليف بقتل ثلاثة عشر امرأة ومحاولة قتل سبعة آخرين.

## روابط خارجية
- موقع سفاح يوركشاير
- الضحايا الآخرين لساتكليف أخبار بي بي سي
- Google Earth/Maps عرض المواقع هامة في قضية السفاح[وصلة مكسورة]